# Ensamheten I
Ensamheten I är en dikt på rim skriven av Anna Greta Wide och utgiven 1944 i diktsamlingen Orgelpunkt, Wides andra diktsamling av sex utgivna. Dikten följs av "Ensamheten II". 